# Liste der Unentschieden in der National Football League seit 1974

Logo der National Football League (NFL)

Die Liste der Unentschieden in der National Football League seit 1974 führt alle 29 Unentschieden in der Regular Season der US-amerikanischen American-Football-Liga National Football League (NFL) seit Einführung der Overtime ab der Saison 1974. Mit 0 bis 2 Unentschieden je Saison endeten weniger als 1 % aller Regular-Season-Spiele in einem Unentschieden.

## Geschichte
In der Anfangszeit der NFL endete ein Regular-Season-Spiel immer nach Ende des vierten Viertels. Aus diesem Grund kam es zu vielen Unentschieden, die meisten in der Saison 1920, in welcher 17 Spiele ohne Sieger endeten. Da beim Sport in den Vereinigten Staaten ein Unentschieden ein überwiegend unerwünschtes Ergebnis ist – so ist die NFL derzeit die einzige Liga der Big Four (NFL, MLB, NBA und NHL), in welcher Unentschieden in einem regulären Spiel möglich sind – modifizierte die NFL 1974 ihre Regeln dahingehend, dass bei einem Gleichstand zu Ende der regulären Spielzeit ein weiteres Viertel gespielt wird. Als Hauptgrund für die Änderung gilt jedoch die Gründung der Konkurrenzliga World Football League (WFL). Um diese auszubremsen, übernahm die NFL einen Großteil der Regeländerungen der WFL. Damit sollte eine Aufgabe der Monopolstellung wie nach der Gründung der American Football League (AFL), mit der die NFL 1970 fusionierte, verhindert werden. Unter diesen Regeländerungen war neben der Verschiebung der Tore an das Ende der Endzone auch die Einführung der Overtime in der Regular Season.
Das Overtime-System sah vor, dass die erste Mannschaft, der es in dieser Zeit gelingt, Punkte zu erzielen, das Spiel beendet (Sudden Death) und gewinnt. Gelingt dies keiner Mannschaft, so endet ein Spiel weiterhin Unentschieden. Diese Regelung wurde jedoch immer wieder kritisiert, da diese Regelung der Mannschaft, welche den Münzwurf (coin toss) zu Beginn der Overtime gewinnt und damit meist als erste den Ballbesitz erhielt, einen großen Vorteil verschafft. 2012 folgte daher die nächste Regeländerung. Seitdem beendet ein Field Goal im ersten Drive der Overtime nicht das Spiel, jedoch weiterhin jeder andere Punktgewinn. Wird im ersten Drive ein Field Goal erzielt, so erhält auch die Mannschaft, die noch nicht im Ballbesitz war, die Chance, mit einem Field Goal auszugleichen oder mit einem Touchdown zu gewinnen. Erfolgt ein Ausgleich, so gelten die gleichen Regeln wie vor 2012: jeder weitere Punktgewinn beendet das Spiel und bei Ablauf der Zeit endet das Spiel unentschieden. Seit 2017 ist die Overtime nicht mehr 15 Minuten lang, sondern dauert nur noch 10 Minuten.

## Liste
| Nr. | Datum         | Heimmannschaft       | Auswärtsmannschaft    | Endstand | Anmerkungen |
| --- | ------------- | -------------------- | --------------------- | -------- | --- |
| 1   | 22. Nov. 1974 | Denver Broncos       | Pittsburgh Steelers   | 35:35    | - Erstes Regular-Season-Spiel mit Overtime - Broncos-Kicker Jim Turner verschoss ein 41-Yard-Field-Goal in Overtime |
| 2   | 19. Sep. 1976 | Minnesota Vikings    | Los Angeles Rams      | 10:10    | - 64 Sekunden vor Ende der Overtime warf Vikings-Quarterback Fran Tarkenton von der gegnerischen 11-Yard-Linie eine Interception. |
| 3   | 26. Nov. 1978 | Green Bay Packers    | Minnesota Vikings     | 10:10    | - Beide Mannschaften verschossen ein Field Goal in der Overtime |
| 4   | 12. Okt. 1980 | Tampa Bay Buccaneers | Green Bay Packers     | 14:14    | - Field-Goal-Versuch der Packers wurde zum Ende der Overtime geblockt |
| 5   | 4. Okt. 1981  | Miami Dolphins       | New York Jets         | 28:28    | - Jets-Kicker Pat Leahy verschoss ein 48-Yard-Field-Goal in Overtime |
| 6   | 19. Dez. 1982 | Baltimore Colts      | Green Bay Packers     | 20:20    | - Packers-Kicker verschoss ein Field Goal in Overtime, Colts Field-Goal-Versuch in Overtime wurde geblockt |
| 7   | 24. Okt. 1983 | St. Louis Cardinals  | New York Giants       | 20:20    | - Cardinals-Kicker Neil O’Donoghue verschoss drei Field-Goal-Versuche in der Overtime |
| 8   | 4. Nov. 1984  | Detroit Lions        | Philadelphia Eagles   | 23:23    | - Lions-Kicker Eddie Murray verschoss ein 21-Yard-Field-Goal in Overtime |
| 9   | 19. Okt. 1986 | Atlanta Falcons      | San Francisco 49ers   | 10:10    | |
| 10  | 7. Dez. 1986  | Philadelphia Eagles  | St. Louis Cardinals   | 10:10    | - Cardinals-Kicker verschoss zwei, Eagles-Kicker einen Field-Goal-Versuch |
| 11  | 20. Sep. 1987 | Green Bay Packers    | Denver Broncos        | 17:17    | - Beide Mannschaften verschossen ein Field Goal in der Overtime |
| 12  | 2. Okt. 1988  | New York Jets        | Kansas City Chiefs    | 17:17    | - Jets-Kicker Pat Leahy verschoss ein 44-Yard-Field-Goal in Overtime |
| 13  | 19. Nov. 1989 | Cleveland Browns     | Kansas City Chiefs    | 10:10    | - Chiefs-Kicker Nick Lowery verschoss ein Field Goal in Overtime |
| 14  | 16. Nov. 1997 | Baltimore Ravens     | Philadelphia Eagles   | 10:10    | - Beide Mannschaften verschossen ein Field Goal in der Overtime |
| 15  | 23. Nov. 1997 | Washington Redskins  | New York Giants       | 07:7     | - Redskins-Kicker Scott Blanton verschoss ein Field Goal in Overtime |
| 16  | 10. Nov. 2002 | Pittsburgh Steelers  | Atlanta Falcons       | 34:34    | - Jeweils ein Field-Goal-Versuch der Steelers und Falcons in Overtime wurde geblockt - Hail Mary der Steelers wurde an der 1-Yard-Linie gefangen, aber nicht zum Touchdown verwandelt |
| 17  | 16. Nov. 2008 | Cincinnati Bengals   | Philadelphia Eagles   | 13:13    | - Bengals-Kicker Shayne Graham verschoss ein 47-Yard-Field-Goal in Overtime - Eagles-Quarterback Donovan McNabb äußerte nach dem Spiel die bekannte Aussage, dass er nicht gewusst habe, dass ein Spiel in der NFL Unentschieden enden kann.                                              |
| 18  | 11. Nov. 2012 | San Francisco 49ers  | St. Louis Rams        | 24:24    | - Beide Mannschaften verschossen ein Field Goal in der Overtime |
| 19  | 24. Nov. 2013 | Green Bay Packers    | Minnesota Vikings     | 24:24    | - Beide Mannschaften erzielten ein Field Goal in der Overtime |
| 20  | 12. Okt. 2014 | Cincinnati Bengals   | Carolina Panthers     | 37:37    | - Höchstes Unentschieden in der NFL-Geschichte - Bengals-Kicker Mike Nugent verschoss ein 36-Yard-Field-Goal bei auslaufender Zeit - Beide Mannschaften erzielten ein Field Goal in der Overtime                                                                                          |
| 21  | 23. Okt. 2016 | Arizona Cardinals    | Seattle Seahawks      | 06:6     | - Erstes Unentschieden ohne Touchdown seit 1972 - Beide Mannschaften erzielten in ihren ersten Drives in der Overtime ein Field Goal und vergaben später ein Field-Goal-Versuch aus weniger als 30 Yards - Niedrigste Punktzahl in einem Unentschieden seit Einführung der Overtime-Regel |
| 22  | 30. Okt. 2016 | Cincinnati Bengals   | Washington Redskins   | 27:27    | - Redskins-Kicker Dustin Hopkins verschoss ein 34-Yard-Field-Goal in der Overtime - Erstes Unentschieden im Rahmen der NFL International Series |
| 23  | 9. Sep. 2018  | Cleveland Browns     | Pittsburgh Steelers   | 21:21    | - Steelers-Kicker Chris Boswell verschoss Field Goal, Field-Goal-Versuch der Browns wurde geblockt |
| 24  | 16. Sep. 2018 | Green Bay Packers    | Minnesota Vikings     | 29:29    | - Vikings-Kicker Daniel Carlson verschoss zwei Field-Goal-Versuche in der Overtime |
| 25  | 8. Sep. 2019  | Arizona Cardinals    | Detroit Lions         | 27:27    | - Beide Mannschaften erzielten in ihren ersten Drives in der Overtime ein Field Goal |
| 26  | 27. Sep. 2020 | Cincinnati Bengals   | Philadelphia Eagles   | 23:23    | |
| 27  | 14. Nov. 2021 | Pittsburgh Steelers  | Detroit Lions         | 16:16    | - Lions-Kicker Ryan Santoso verschoss ein 48-Yard-Field-Goal in Overtime |
| 28  | 11. Sep. 2022 | Houston Texans       | Indianapolis Colts    | 20:20    | - Colts-Kicker Rodrigo Blankenship verschoss ein 42-Yard-Field-Goal in Overtime |
| 29  | 4. Dez. 2022  | New York Giants      | Washington Commanders | 20:20    | - Giants-Kicker Graham Gano verschoss ein 58-Yard-Field-Goal in Overtime |

## Anzahl der Unentschieden nach Team
| Team                                         | Anzahl |
| -------------------------------------------- | ------ |
| St. Louis/Phoenix/Arizona Cardinals          | 4      |
| Atlanta Falcons                              | 2      |
| Baltimore Ravens                             | 1      |
| Buffalo Bills                                | 0      |
| Carolina Panthers                            | 1      |
| Chicago Bears                                | 0      |
| Cleveland Browns                             | 2      |
| Cincinnati Bengals                           | 4      |
| Dallas Cowboys                               | 0      |
| Denver Broncos                               | 2      |
| Detroit Lions                                | 3      |
| Green Bay Packers                            | 6      |
| Houston Texans                               | 1      |
| Baltimore/Indianapolis Colts                 | 2      |
| Jacksonville Jaguars                         | 0      |
| Kansas City Chiefs                           | 2      |
| San Diego/Los Angeles Chargers               | 0      |
| St. Louis/Los Angeles Rams                   | 2      |
| Miami Dolphins                               | 1      |
| Minnesota Vikings                            | 4      |
| New England Patriots                         | 0      |
| New Orleans Saints                           | 0      |
| New York Giants                              | 3      |
| New York Jets                                | 2      |
| Los Angeles/Oakland/Las Vegas Raiders        | 0      |
| Philadelphia Eagles                          | 5      |
| Pittsburgh Steelers                          | 4      |
| San Francisco 49ers                          | 2      |
| Seattle Seahawks                             | 1      |
| Tampa Bay Buccaneers                         | 1      |
| Houston Oilers/Tennessee Titans              | 0      |
| Washington Redskins/Football Team/Commanders | 3      |